# Barrera de hielo Jelbart
La barrera de hielo Jelbart es una plataforma de hielo de 70 km de ancho, con frente a la costa de Tierra de la Reina Maud, en la Antártida, hacia el norte de Giaever Ridge. Fue incluida en mapas por cartógrafos noruegos en base al relevamiento y fotos aéreas de la Expedición antártica noruega-británica-sueca (NBSAE) (1949-1952). Fue nombrado en honor de John E. Jelbart, un observador australiano de la expedición que se ahogó el 24 de febrero de 1951 cerca de la estación Maudheim.